# Kristijan Dimitrov
Kristijan Trajčev Dimitrov (in bulgaro Кристиан Трайчев Димитров?; Plovdiv, 27 febbraio 1997) è un calciatore bulgaro, difensore del Levski Sofia.

## Caratteristiche tecniche
È un difensore centrale.

## Carriera

### Club
L'11 febbraio 2020 si trasferisce nell'Hajduk Spalato firmando un contratto valido fino all'estate del 2023. Quattro giorni dopo fa il suo debutto con i Majstori s mora, disputa da titolare la trasferta di campionato persa 2-1 contro il Slaven Belupo. Il 5 giugno dello stesso anno, durante il match casalingo di campionato vinto 2-1 contro l'Inter Zaprešić, mette a referto la sua prima marcatura in 1.HNL nonché la prima con la casacca della squadra spalatina.
Il 2 marzo 2021 debutta in Coppa di Croazia dove disputa il primo tempo degli ottavi di finale vinti in casa del NK Zagabria (0-3).
Il 7 febbraio 2022 passa in prestito tra le file del CFR Cluj fino al termine della stagione. Il 22 maggio seguente fa il suo debutto con i Feroviarii, partito da titolare segna la rete del momentaneo 1-1 del match di campionato perso in casa del FCSB (3-1). Il 19 dicembre 2022, dopo appena una presenza raccolta nei sedicesimi di finale di Coppa di Croazia da inizio stagione, rescinde consensualmente il contratto che lo legava alla squadra spalatina.
Il 30 dicembre seguente si accasa da svincolato tra le file del Levski Sofia firmando un contratto dalla durata di un anno e mezzo.

### Nazionale
Ha esordito con la Bulgaria il 7 giugno 2019 disputando l'amichevole persa 2-1 contro la Rep. Ceca.

## Statistiche

### Presenze e reti nei club
Statistiche aggiornate al 19 novembre 2021.
| Stagione              | Squadra               | Campionato            | Campionato | Campionato | Coppe nazionali | Coppe nazionali | Coppe nazionali | Coppe continentali | Coppe continentali | Coppe continentali | Altre coppe | Altre coppe | Altre coppe | Totale | Totale |
| Stagione              | Squadra               | Comp                  | Pres       | Reti       | Comp            | Pres            | Reti            | Comp               | Pres               | Reti               | Comp        | Pres        | Reti        | Pres   | Reti   |
| --------------------- | --------------------- | --------------------- | ---------- | ---------- | --------------- | --------------- | --------------- | ------------------ | ------------------ | ------------------ | ----------- | ----------- | ----------- | ------ | ------ |
| 2015-2016             | Botev Plovdiv         | A                     | 3          | 1          | -               | -               | -               | -                  | -                  | -                  | -           | -           | -           | 3      | 1      |
| 2016-2017             | Botev Plovdiv         | PL                    | 12         | 0          | KB              | 1               | 0               | -                  | -                  | -                  | -           | -           | -           | 13     | 0      |
| 2017-gen. 2018        | Botev Plovdiv         | PL                    | 0          | 0          | KB              | 2               | 0               | -                  | -                  | -                  | -           | -           | -           | 2      | 0      |
| gen.-giu. 2018        | Montana               | VL                    | 13         | 1          | -               | -               | -               | -                  | -                  | -                  | -           | -           | -           | 13     | 1      |
| 2018-2019             | Botev Plovdiv         | PL                    | 31         | 4          | KB              | 5               | 1               | -                  | -                  | -                  | -           | -           | -           | 36     | 5      |
| 2019-feb. 2020        | Botev Plovdiv         | PL                    | 18         | 0          | -               | -               | -               | -                  | -                  | -                  | -           | -           | -           | 18     | 0      |
| Totale Botev Plovdiv  | Totale Botev Plovdiv  | Totale Botev Plovdiv  | 64         | 5          |                 | 8               | 1               |                    | -                  | -                  |             | -           | -           | 72     | 6      |
| feb.-giu. 2020        | Hajduk Spalato        | 1.HNL                 | 14         | 1          | -               | -               | -               | -                  | -                  | -                  | -           | -           | -           | 14     | 1      |
| 2020-2021             | Hajduk Spalato        | 1.HNL                 | 20         | 2          | HK              | 1               | 0               | -                  | -                  | -                  | -           | -           | -           | 21     | 2      |
| 2021-feb.2022         | Hajduk Spalato        | 1.HNL                 | 6          | 0          | HK              | 3               | 0               | UECL               | 1                  | 0                  | -           | -           | -           | 10     | 0      |
| Totale Hajduk Spalato | Totale Hajduk Spalato | Totale Hajduk Spalato | 40         | 3          |                 | 4               | 0               |                    | 1                  | 0                  |             | -           | -           | 45     | 3      |
| feb.-giu. 2022        | CFR Cluj              | L1                    | 1          | 1          | -               | -               | -               | -                  | -                  | -                  | -           | -           | -           | 1      | 1      |
| Totale carriera       | Totale carriera       | Totale carriera       | 118        | 10         |                 | 12              | 1               |                    | 1                  | 0                  |             | -           | -           | 131    | 11     |

### Cronologia presenze e reti in nazionale
| Cronologia completa delle presenze e delle reti in nazionale ― Bulgaria | Cronologia completa delle presenze e delle reti in nazionale ― Bulgaria | Cronologia completa delle presenze e delle reti in nazionale ― Bulgaria | Cronologia completa delle presenze e delle reti in nazionale ― Bulgaria | Cronologia completa delle presenze e delle reti in nazionale ― Bulgaria | Cronologia completa delle presenze e delle reti in nazionale ― Bulgaria | Cronologia completa delle presenze e delle reti in nazionale ― Bulgaria | Cronologia completa delle presenze e delle reti in nazionale ― Bulgaria |
| Data                                                                    | Città                                                                   | In casa                                                                 | Risultato                                                               | Ospiti                                                                  | Competizione                                                            | Reti                                                                    | Note                                                                    |
| ----------------------------------------------------------------------- | ----------------------------------------------------------------------- | ----------------------------------------------------------------------- | ----------------------------------------------------------------------- | ----------------------------------------------------------------------- | ----------------------------------------------------------------------- | ----------------------------------------------------------------------- | ----------------------------------------------------------------------- |
| 7-6-2019                                                                | Praga                                                                   | Rep. Ceca                                                               | 2 – 1                                                                   | Bulgaria                                                                | Qual. Euro 2020                                                         | -                                                                       | 74’                                                                     |
| 10-6-2019                                                               | Sofia                                                                   | Bulgaria                                                                | 2 – 3                                                                   | Kosovo                                                                  | Qual. Euro 2020                                                         | 1                                                                       | 46’                                                                     |
| 7-9-2019                                                                | Londra                                                                  | Inghilterra                                                             | 4 – 0                                                                   | Bulgaria                                                                | Qual. Euro 2020                                                         | -                                                                       | 65’                                                                     |
| 10-9-2019                                                               | Dublino                                                                 | Irlanda                                                                 | 3 – 1                                                                   | Bulgaria                                                                | Amichevole                                                              | -                                                                       | 80’                                                                     |
| 11-10-2019                                                              | Podgorica                                                               | Montenegro                                                              | 0 – 0                                                                   | Bulgaria                                                                | Qual. Euro 2020                                                         | -                                                                       |                                                                         |
| 14-11-2019                                                              | Sofia                                                                   | Bulgaria                                                                | 0 – 1                                                                   | Paraguay                                                                | Amichevole                                                              | -                                                                       | 63’                                                                     |
| 3-9-2020                                                                | Sofia                                                                   | Bulgaria                                                                | 1 – 1                                                                   | Irlanda                                                                 | UEFA Nations League 2020-2021 - 1º turno                                | -                                                                       |                                                                         |
| 6-9-2020                                                                | Cardiff                                                                 | Galles                                                                  | 1 – 0                                                                   | Bulgaria                                                                | UEFA Nations League 2020-2021 - 1º turno                                | -                                                                       |                                                                         |
| 11-10-2020                                                              | Helsinki                                                                | Finlandia                                                               | 2 – 0                                                                   | Bulgaria                                                                | UEFA Nations League 2020-2021 - 1º turno                                | -                                                                       |                                                                         |
| 14-10-2020                                                              | Sofia                                                                   | Bulgaria                                                                | 0 – 1                                                                   | Galles                                                                  | UEFA Nations League 2020-2021 - 1º turno                                | -                                                                       |                                                                         |
| 15-11-2020                                                              | Sofia                                                                   | Bulgaria                                                                | 1 – 2                                                                   | Finlandia                                                               | UEFA Nations League 2020-2021 - 1º turno                                | -                                                                       |                                                                         |
| 18-11-2020                                                              | Dublino                                                                 | Irlanda                                                                 | 0 – 0                                                                   | Bulgaria                                                                | UEFA Nations League 2020-2021 - 1º turno                                | -                                                                       |                                                                         |
| 11-11-2021                                                              | Odessa                                                                  | Ucraina                                                                 | 1 – 1                                                                   | Bulgaria                                                                | Amichevole                                                              | -                                                                       |                                                                         |
| 15-11-2021                                                              | Lucerna                                                                 | Svizzera                                                                | 4 – 0                                                                   | Bulgaria                                                                | Qual. Mondiali 2022                                                     | -                                                                       |                                                                         |
| 7-9-2023                                                                | Plovdiv                                                                 | Bulgaria                                                                | 0 – 1                                                                   | Iran                                                                    | Amichevole                                                              | -                                                                       | 68’                                                                     |
| 10-9-2023                                                               | Podgorica                                                               | Montenegro                                                              | 2 – 1                                                                   | Bulgaria                                                                | Qual. Euro 2024                                                         | -                                                                       | 74’                                                                     |
| 14-10-2023                                                              | Sofia                                                                   | Bulgaria                                                                | 0 – 2                                                                   | Lituania                                                                | Qual. Euro 2024                                                         | -                                                                       |                                                                         |
| 6-6-2025                                                                | Plovdiv                                                                 | Bulgaria                                                                | 2 – 2                                                                   | Cipro                                                                   | Amichevole                                                              | -                                                                       | 79’                                                                     |
| Totale                                                                  |                                                                         | Presenze                                                                | 18                                                                      |                                                                         | Reti                                                                    | 1                                                                       |                                                                         |

## Palmarès

### Club

#### Competizioni nazionali
- Coppa di Bulgaria: 1

Botev Plovdiv: 2016-2017
- Campionato rumeno: 1

CFR Cluj: 2021-2022